# Ohrid
Pour les articles homonymes, voir Ohrid (homonymie).
Ohrid (en macédonien : Охрид, prononcé [ˈɔxrit] ) est une commune et une ville du sud-ouest de la Macédoine du Nord, située sur le lac d'Ohrid. La commune comptait 51 428 habitants en 2021 et couvre 389,93 km2. La ville en elle-même comptait 38 818 habitants, le reste de la population étant réparti dans les villages alentour. Grâce à ses richesses tant naturelles qu'historiques et artistiques, Ohrid est la capitale touristique du pays. Ses plages sur le lac ainsi que son port de plaisance en font aussi la principale station balnéaire macédonienne. Ohrid possède par ailleurs le deuxième aéroport international du pays, l'aéroport Saint-Paul-l'Apôtre d'Ohrid.
La ville d'Ohrid est née pendant l'Antiquité : elle s'appelait alors Lychnidos et possédait un théâtre antique et une acropole. Après les invasions slaves du début du Moyen Âge, la ville devient au IXe siècle un grand centre religieux et culturel. Saint Clément d'Ohrid y fonde alors un grand monastère et participe à l'établissement de l'alphabet cyrillique et de la culture macédonienne. Un siècle plus tard, Samuel Ier fait d'Ohrid la capitale de son empire.
Conquise par les Ottomans, Ohrid connaît un certain déclin avant de devenir au XIXe siècle un foyer de développement du nationalisme macédonien. Au XXe siècle, la ville redevient le siège de l'Église orthodoxe macédonienne autocéphale, qui avait été supprimée par les Turcs au XVIIIe siècle. Le développement du tourisme ainsi que la prise de conscience de ses richesses naturelles et historiques ont conduit en 1979 à l'inscription de la ville et de son lac au patrimoine mondial de l'Unesco. Le massif voisin de Galičica est quant à lui protégé par un parc national depuis 1958.

## Géographie

### Localisation
La commune d'Ohrid est située dans le sud-ouest de la Macédoine du Nord, entre le lac d'Ohrid et le lac Prespa, les plus grands du pays. Elle est bordée au sud et à l'ouest par l'Albanie, qui possède un tiers du lac d'Ohrid et une partie plus restreinte du Prespa, au nord-ouest par la commune de Debrca et à l'est par celle de Resen. Ohrid est également limitrophe de la commune de Demir Hisar sur quelques kilomètres, à son extrême nord-est.

### Topographie

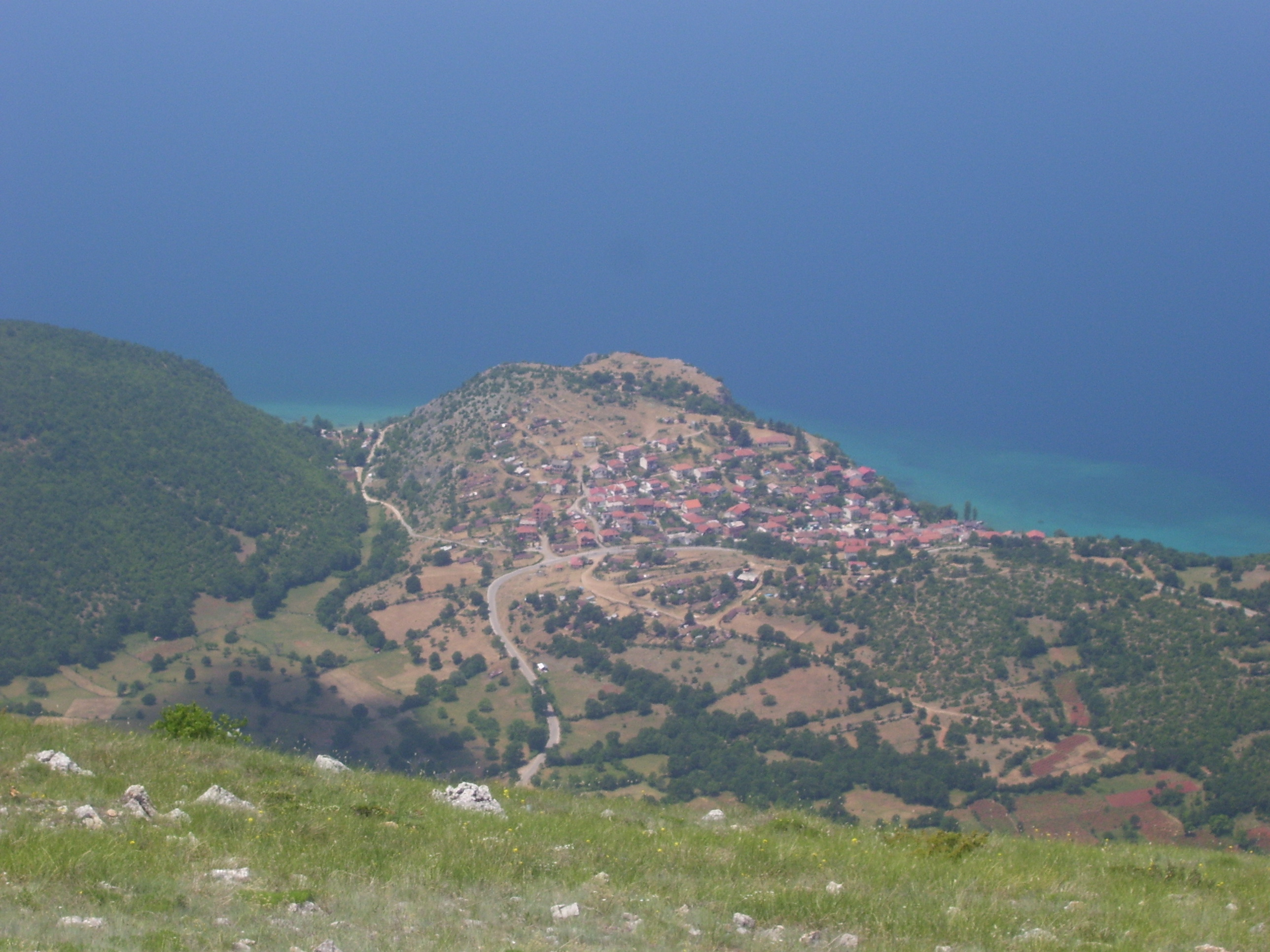
Le village de Trpeytsa et le lac d'Ohrid vus du massif de la Galičica.

La commune possède une forme allongée, orientée du nord au sud. La ville d'Ohrid se trouve au centre, sur le lac homonyme. Plusieurs villages sont également au bord du lac, d'autres sont dans les terres. Ces villages sont Vapila, Velgochti, Velestovo, Gorno Lakotcherey, Dolno Konysko, Dolno Lakotcherey, Elchani, Zavoy, Konysko, Kosel, Kouratitsa, Lagadin, Leskoets, Livoïchta, Lyoubanichta, Openitsa, Orman, Pechtani, Plaḱé, Podmolyé, Ramné, Rasino, Retchitsa, Svinichta, Siroula, Skrebatno, Trpeytsa et Chipokno.

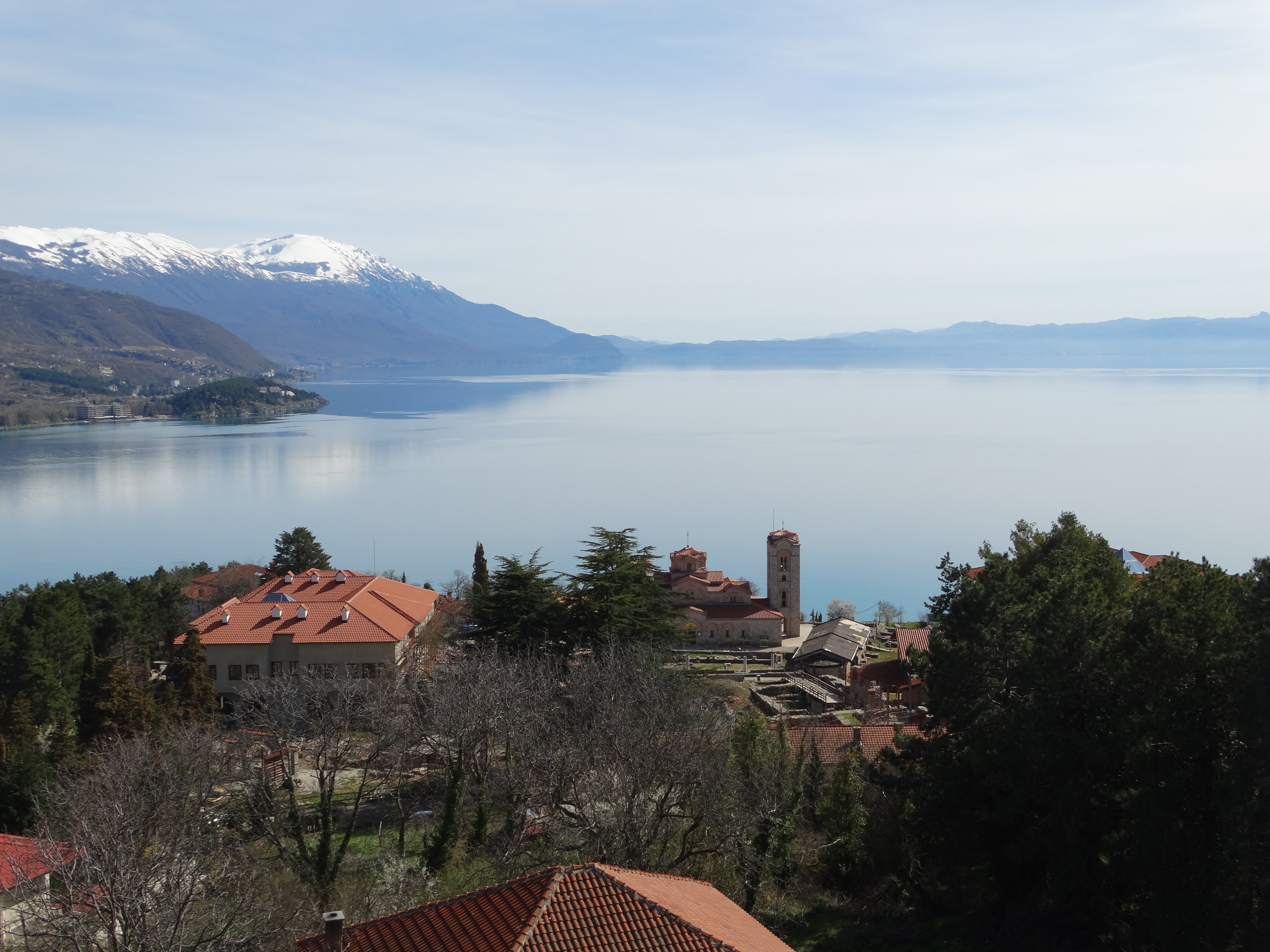
L'église Saint-Jean de Kaneo et le lac d'Ohrid.

Le sud de la commune, c'est-à-dire l'espace compris entre les deux lacs, forme le parc national de Galičica, un des trois que compte la Macédoine du Nord. Le point le plus bas de la commune est le lac d'Ohrid, situé à 695 mètres d'altitude. Le lac Prespa est à 850 mètres et le mont Magaro, dans le parc, culmine à 2 255 mètres. Le relief accentué ainsi que la présence de lacs expliquent une faune et une flore exceptionnellement riches.

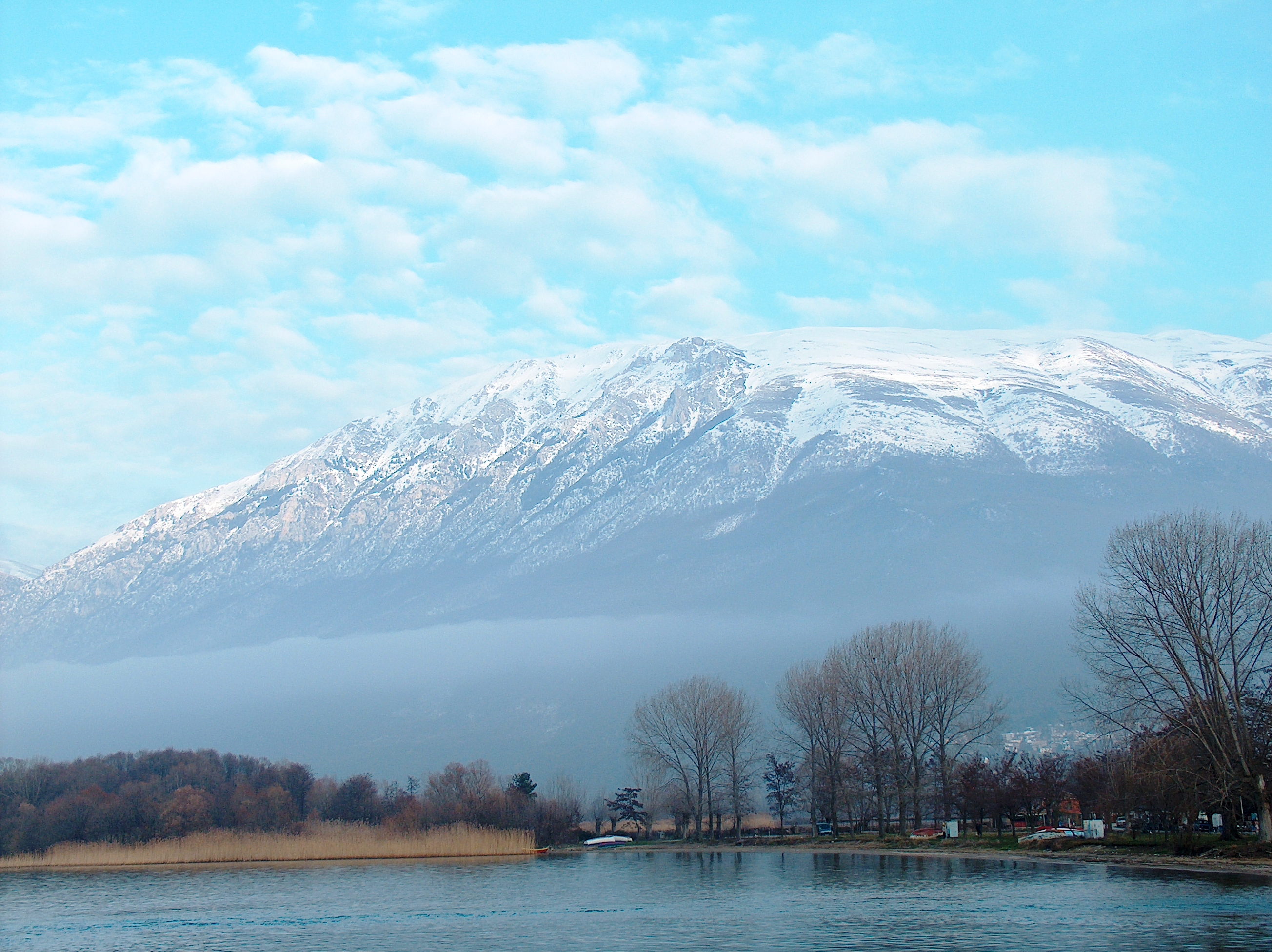
Le massif de la Galičica.

### Géologie et hydrologie
Le sol est formé d'une roche calcaire, qui est percée par endroits de grottes et de crevasses. La Galičica est un des massifs montagneux les plus secs du pays, car sa roche ne retient pas l'eau. En revanche, le calcaire permet à l'eau du lac Prespa de s'écouler sous le massif jusqu'au lac d'Ohrid, qui est ainsi constamment approvisionné, par des sources en profondeur ou sur ses rives, comme à Saint-Naum.
Les sources de Saint-Naum sont célèbres pour leur débit : 7,5 mètres cubes par seconde. Elles forment un petit bassin de 30 hectares et profond de 3,5 mètres au maximum. Le lac d'Ohrid est le plus vieux lac d'Europe, il s'est formé il y a environ 4 millions d'années, lorsqu'un mouvement sismique a créé un enfoncement vertical du sol. Il est également assez profond, dans sa partie est, il descend jusqu'à 288 mètres de profondeur.

## Urbanisme

### Morphologie urbaine
La vieille ville d'Ohrid est caractérisée par une structure urbanistique dense, du fait de son ancienneté. Elle est dominée par l'imposante forteresse de Samuel, assise sur l'une des deux collines de la cité, et était autrefois entourée par des remparts dont subsistent quelques vestiges, comme la Porte Haute. La trame urbaine, constituée de rues et de ruelles étroites et sinueuses, remontant au Moyen Âge, est bien préservée. Il reste de nombreuses maisons des XVIIe siècle, XVIIIe siècle et XIXe siècle. Toutes possèdent des façades blanches et sont disposées de manière à ménager, pour chacune, la vue sur le lac ainsi que l'accès à la lumière du soleil.
La périphérie est plus aérée et faite d'immeubles modernes et de maisons individuelles espacées. Les 28 villages que compte la commune sont localisés en majorité au bord du lac. Ils comptent pour la plupart moins de 1 000 habitants à l'année et vivent d'activités artisanales et du tourisme. Pour certains, ils ont conservé leur aspect traditionnel et comptent des maisons anciennes.

### Voies de communication et transports
La ville est desservie par l'aéroport Saint-Paul-l'Apôtre d'Ohrid, le deuxième de Macédoine du Nord après celui de Skopje. Il se trouve au nord de la ville, à mi-chemin entre Ohrid et Struga. Il a été concédé en 2008 par l'État macédonien à TAV Holdings, une entreprise turque qui l'a entièrement rénové. Depuis, il connaît une fréquentation grandissante et a accueilli 74 345 passagers en 2011. Il ne propose encore que des vols saisonniers, à destination d'Amsterdam, Dusseldorf, Bruxelles, Zurich, Vienne, Ljubljana, Belgrade et Tel Aviv-Jaffa.
Ohrid est également desservie par la route européenne 65, qui relie Malmö, en Suède, à La Canée, en Grèce, et par la route européenne 852, qui relie Tirana, capitale de l'Albanie, à Bucarest. La ville n'est pas desservie par le train mais possède une gare routière qui propose des liaisons avec d'autres villes macédoniennes ainsi qu'avec Sofia, Belgrade, Dortmund et Francfort.

## Toponymie
En macédonien, et dans les autres langues slaves du sud, le nom de la ville est Ohrid (Охрид). En albanais, la ville est appelée Ohër ou Ohri. Des noms historiques incluent Lychnidus en latin ou Lychnidos (Λύχνιδος), Ochrida (Οχρίδα, Ωχρίδα) et Achrida (Αχρίδα) en grec, les deux derniers étant toujours en usage en grec moderne.
Le nom de la ville est parfois orthographié Okhrid car la translittération du « х » cyrillique russe est en effet « kh ». Mais les normes ISO du macédonien (et aussi du serbe et du bulgare) disposent х → h car le « х » macédonien est plus doux que le son guttural russe.
Le nom de « Lychnidos » disparaît au profit de celui d'Ohrid au VIe siècle ou au VIIe siècle, lors de l'arrivée des Slaves dans la région. Les écrivains continuent toutefois à appeler le lac d'Ohrid par son nom antique, « lac de Lychnidos », jusqu'au Xe siècle. Le nom actuel de la ville vient du mot slave hrid qui signifie « colline ». La vieille ville est en effet construite sur les pentes d'une colline, coiffée par la forteresse de Samuel.
Ohrid a donné son nom spécifique à la mineuse du marronnier (Cameraria ohridella), petit papillon ravageur de cet arbre.

## Histoire

### Préhistoire
Des vestiges de maisons, tombes et céramiques permettent d'établir une présence au Néolithique dans quelques villages autour de la ville d'Ohrid. Près de celui de Gorentsi, situé à 9 kilomètres de la ville, des fouilles ont permis de mettre au jour des nécropoles de l'Âge du fer, de la culture de Hallstatt. La région est alors habitée par le peuple des Enhéliens.

### Antiquité

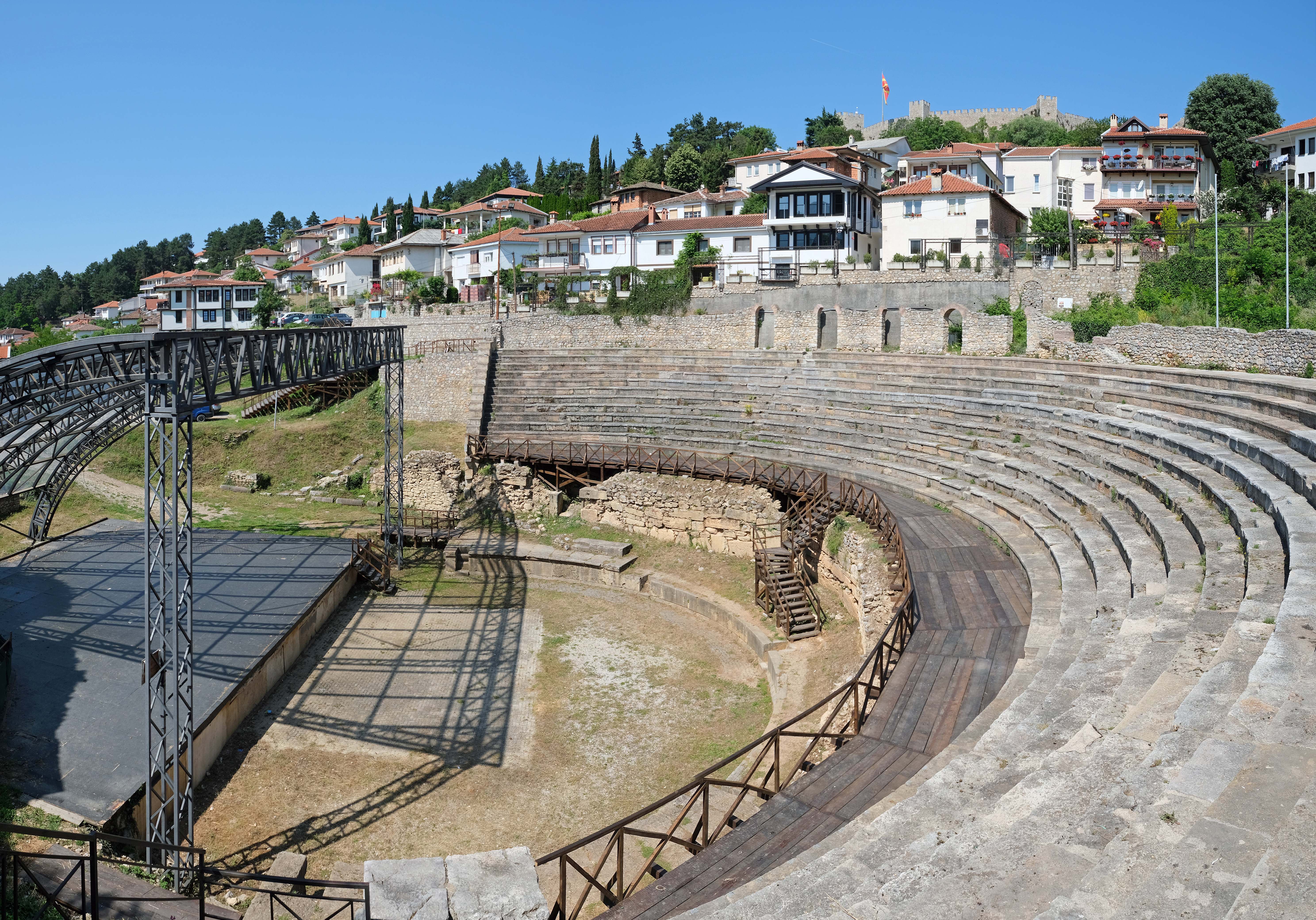
Le théâtre antique d'Ohrid.

À partir du règne de Philippe II en Macédoine, l'artisanat local suit de plus en plus l'art gréco-macédonien. C'est à cette période qu'apparaît la ville antique de Lychnidos. Elle est à l'époque romaine une étape importante sur la via Egnatia, voie terrestre qui relie les rives de l'Adriatique et celles de la mer Égée. La ville reste toutefois dans l'aire d'influence hellénistique. Sous la République romaine, de nombreux monuments sont construits dans la ville et, pendant l'Antiquité tardive, elle est mentionnée comme centre épiscopal. La première mention date du conclave de Serdica, qui s'est déroulé en 343 ; Dionysus de Lychnidos, évêque de la ville, est un des signataires.
Lychnidos disparaît lors d'un tremblement de terre en 526, des sources historiques rappellent que plusieurs centaines d'habitants sont alors tués. La ville n'est ensuite jamais plus mentionnée.

### Moyen Âge

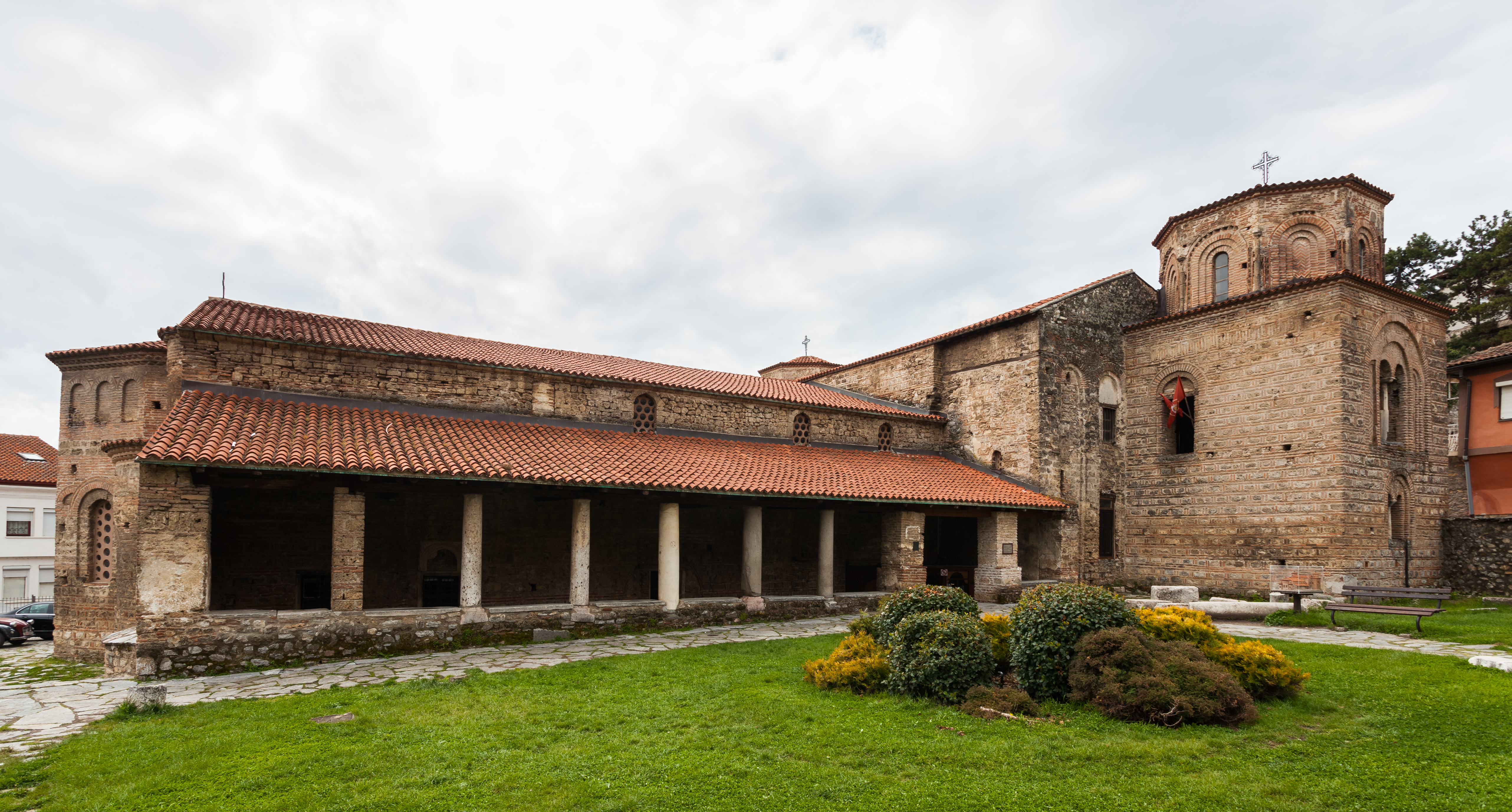
La cathédrale Sainte-Sophie, siège du patriarcat médiéval d'Ohrid.

À partir du début du VIe siècle, les Slaves traversent le Danube et s'installent dans les Balkans, qui font alors partie de l'Empire byzantin. La région d'Ohrid est colonisée par la tribu des Berzites au VIIe siècle. Les Berzites s'allient à d'autres tribus comme les Draguvites et les Sagudates sous la domination du chef Hatczon. Les Berzites s'installent également dans les régions de Vélès, Kavadarci, Prilep, Bitola et Debar, villes du sud-ouest de l'actuelle Macédoine du Nord. Les écrivains byzantins appellent ce territoire la « Sclavinia ».
À partir du VIIe siècle, une culture macédonienne slave émerge, elle supplante la culture byzantine au Xe siècle. Le pouvoir de l'empereur se fait également beaucoup plus faible à cette époque.
En 886, saint Clément, un moine slave disciple des saints Cyrille et Méthode s'installe dans la ville. Il est suivi sept ans plus tard par saint Naum, autre élève de Cyrille et Méthode. Ils y fondent chacun un monastère ainsi que la première université slave au monde. Leur œuvre est considérable, puisqu'ils réforment le glagolithique, qui devient l'alphabet cyrillique, et font du vieux-slave la langue liturgique des Slaves. Clément est par ailleurs fait premier évêque d'Ohrid. Sous Clément et Naum, l'université d'Ohrid forme 3 500 prêtres et professeurs ; après leur mort, elle décline mais continue d'exister jusqu'en 1767.
En 969, un conflit oppose l'Empire byzantin à la Rus' de Kiev. Les Bulgares, qui forment un empire indépendant, luttent aux côtés des Kiéviens. La mort de Pierre Ier de Bulgarie pendant la guerre entraîne la révolte des Macédoniens contre l'autorité byzantine. Ohrid est le centre de la rébellion et, lorsque le prince Samuel Ier de Bulgarie réussit à constituer un État bulgare avec la Macédoine, il choisit la ville comme capitale. Cet État couvre, en plus de la Macédoine, le territoire des actuelles Bulgarie, Serbie, Grèce, Albanie et Croatie. Thessalonique reste néanmoins sous contrôle byzantin. La ville d'Ohrid s'agrandit rapidement, se dote d'une forteresse et elle devient le siège du Patriarcat d'Ohrid, créé par Samuel Ier.

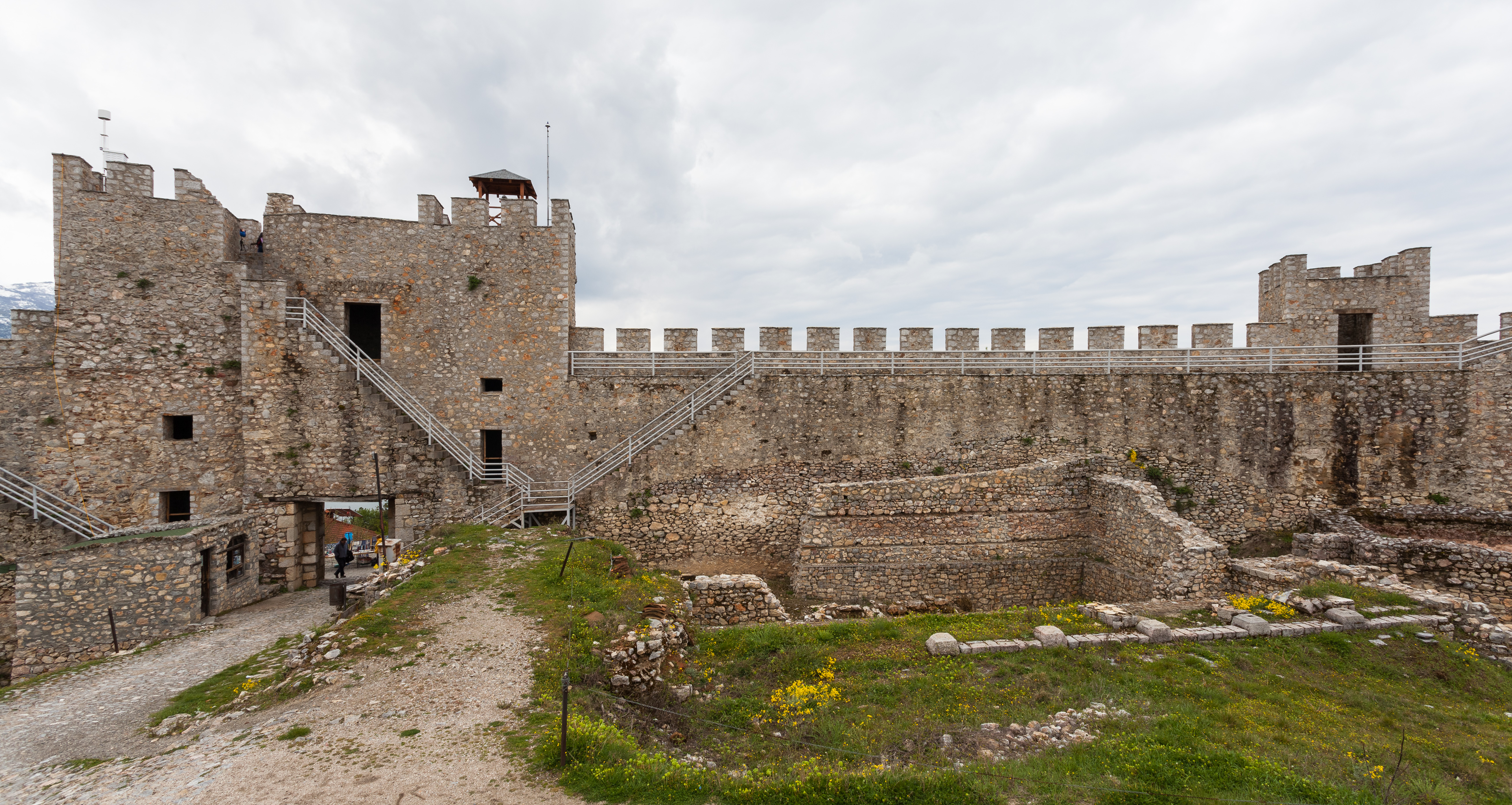
Mur de la forteresse du tsar Samuel.

En 1015, cependant, l'empereur byzantin Basile II prend le contrôle d'Ohrid, qui retombe aux mains du bulgare Ivan Vladislav, neveu de Samuel. Ce dernier est assassiné en 1018 et en 1073, un écrit présente Ohrid comme une ville en ruines. Ce serait Basile II, inquiet du risque de rébellion des Macédoniens, qui aurait fait détruire les lieux stratégiques de la ville. L'empereur, qui supprime le patriarcat autocéphale, maintient néanmoins un archevêché à Ohrid, ce qui permet à la ville de maintenir un rôle spirituel en Macédoine.
En 1081, l'empire byzantin déclare la guerre aux Normands, qui envahissent les Balkans. Ils restent à Ohrid jusqu'en 1085. À partir de ce moment, l'insoumission des Macédoniens face aux Byzantins reprend de l'ampleur et le bogomilisme, mouvement chrétien considéré comme hérétique, s'implante largement dans la région.
L'arrivée de la quatrième croisade à Constantinople en 1204 précipite l'empire byzantin dans la ruine. Il se divise en divers États, comme l'empire de Nicée ou le despotat d'Épire et Ohrid se retrouve dans le royaume de Thessalonique, un des États latins d'Orient mis en place par les Croisés. Peu de temps après, en 1219, le patriarche de Nicée créa un archiépiscopat serbe autocéphale, qui se pose comme le concurrent de celui d'Ohrid. Ce dernier perd plusieurs éparchies, qu'il ne récupère qu'en 1272.
La ville d'Ohrid est ensuite conquise par le roi de Serbie Stefan Uroš IV Dušan en 1334. Ce souverain se fait par ailleurs couronner empereur des Serbes et des Grecs en 1346 à Skopje, qui devient la capitale de son empire.

### Époque ottomane

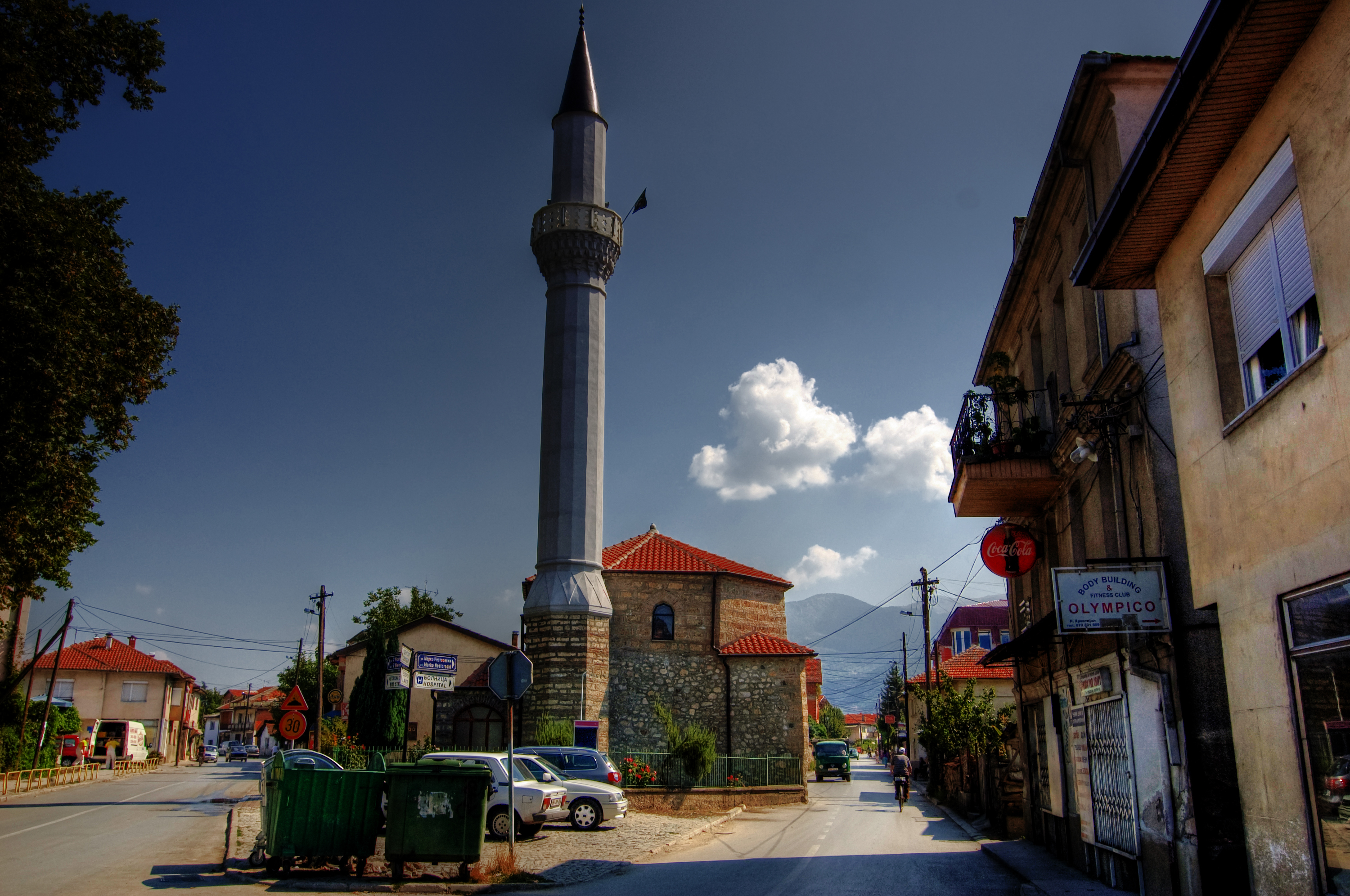
La mosquée d'Ohrid, construite par les Ottomans.

À la fin du XIVe siècle, les Serbes sont remplacés dans la région par les Turcs, conduits par le sultan Bayezid Ier. La date exacte du passage d'Ohrid aux Turcs ne peut être précisément déterminée ; une inscription dans une église proche donne 1408 tandis les écrits turcs affirment 1395.
L'arrivée des Turcs et l'islamisation des habitants a un impact important sur la ville, qui change de visage. les premiers monuments turcs sont construits dès le début du XVe siècle et le monastère Saint-Pantaleimon d'Ohrid est converti en mosquée, tout comme la cathédrale Sainte-Sophie d'Ohrid au XVIe siècle.
D'après le recensement effectué par les Turcs en 1582, la commune d'Ohrid couvrait alors 88 villages et comptait 13 592 habitants, ce qui traduit une densité de population élevée. La majorité des habitants étaient probablement des Macédoniens slaves et devaient cohabiter avec des minorités valaques et albanaises. Le grand voyageur et écrivain du XVIIe siècle Evliya Çelebi recense à Ohrid 17 lieux de culte musulman, sept écoles primaires, 77 bains et trois cantines publiques. La ville devait compter en plus 150 magasins, trois tavernes, trois auberges et sept cafés.
Au XVIIIe siècle, les Grecs phanariotes sont au pouvoir à Istanbul et ils exercent des pressions pour faire disparaître les Églises slaves au profit de l'Église orthodoxe grecque. Le patriarcat de Peć, en Serbie, est aboli en 1766 et l'archevêché d'Ohrid disparaît en 1767.

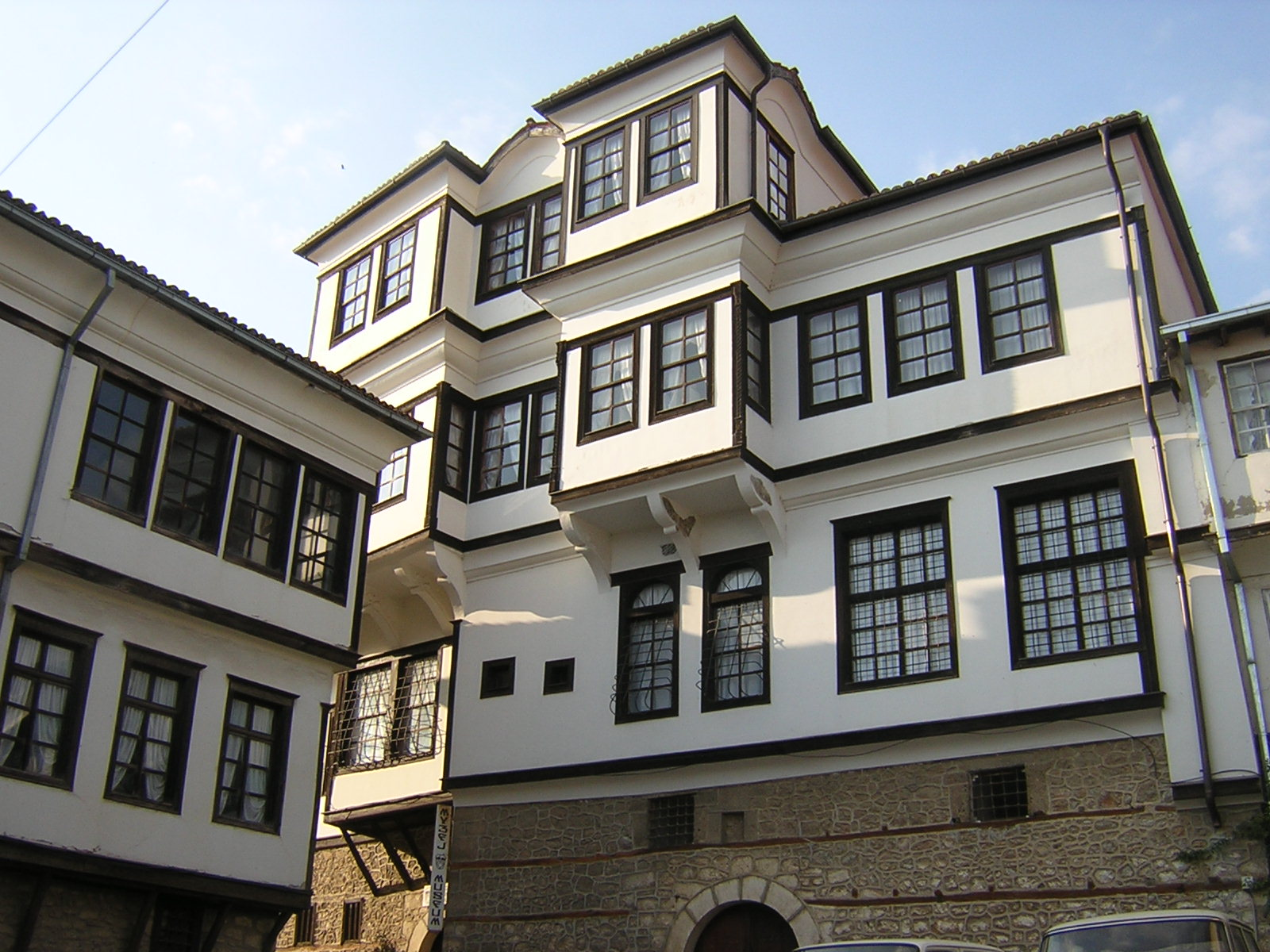
La maison des Robev, famille bourgeoise macédonienne du XIXe siècle.

À partir de la première moitié du XIXe siècle, la ville d'Ohrid est le témoin du développement rapide du nationalisme macédonien. Les frères Miladinov, poètes et compilateurs de contes populaires, originaires de la ville voisine de Struga, font d'Ohrid un centre de diffusion des idées nationalistes. Ils sont suivis par d'autres intellectuels, comme Grigor Parlitchev ou Kuzman Chapkarev, qui y publient plusieurs ouvrages dans leur langue natale, le macédonien. Au départ, les influences grecque et bulgare étaient grandes à Ohrid, car les autorités grecques et bulgares poursuivaient des politiques d'assimilation culturelle auprès des Macédoniens afin de pouvoir mieux revendiquer la région. Les nationalistes macédoniens s'appuyèrent d'abord sur la langue et les traditions grecques pour propager leurs idées, mais pendant la seconde moitié du XIXe siècle, des écoles purement macédoniennes ouvrent et la population se met à rejeter les propagandes étrangères.
Au même moment, les Balkans deviennent une des régions les plus convoitées d'Europe. Les rébellions contre les Turcs étaient fréquentes en Bosnie-Herzégovine, en Bulgarie et en Macédoine ; la Grèce déclare son indépendance en 1821. En 1878, une guerre oppose une coalition formée par la Russie, la Serbie et le Monténégro à l'Empire ottoman, qui est finalement vaincu et doit accepter l'autonomie de la Bulgarie. Des nationalistes d'Ohrid profitent du conflit pour former un groupe terroriste et attaquer l'occupant turc. Une fois la guerre achevée, les membres de ce groupe sont sévèrement punis et toute révolte écrasée.
En 1903, avec l'apparition de l'Organisation révolutionnaire intérieure macédonienne (VMRO), fondée à Thessalonique, la lutte pour l'indépendance se fait plus dure et un gigantesque soulèvement bouleverse la région en 1903. L'insurrection d'Ilinden est particulièrement violente dans la région d'Ohrid, où 31 batailles ont lieu, opposant 2 091 rebelles à 45 898 soldats turcs. 118 Macédoniens et 374 soldats moururent ; sur les 75 villages insurgés, 32 furent incendiés et 10 furent partiellement brûlés. 13 000 personnes se retrouvèrent sans domicile.

### Depuis 1913

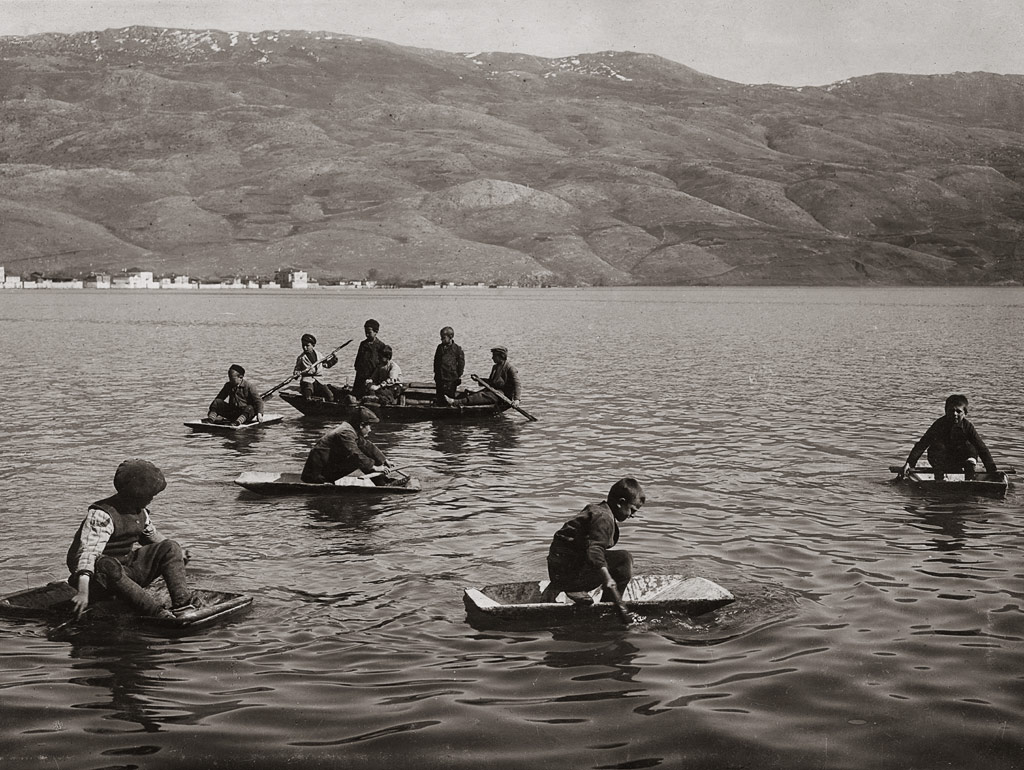
Enfants sur le lac d'Ohrid en 1916.

En 1913, la Turquie doit finalement céder la Macédoine, qui est partagée entre la Grèce, la Bulgarie et la Serbie. Ohrid devient théoriquement serbe, mais les Bulgares envahissent la Macédoine serbe et les combats entre les deux pays se poursuivent pendant la Première Guerre mondiale, la France a participé à la libération de la ville aux côtés des Alliés par l'intermédiare de l'Armée française d'Orient.
Le conflit et le partage de la Macédoine sont défavorables pour Ohrid. En 1923, elle comptait encore 12 000 habitants ; un an plus tard, il n'y en avait plus que 10 000. Le sectionnement de la région, qui était déjà économiquement peu développée, entre trois États différents, explique la fuite des Macédoniens d'Ohrid vers d'autres villes plus propices à leurs activités. À l'issue de la guerre, Ohrid demeure en Serbie, qui forme avec d'autres territoires cédés par l'empire d'Autriche-Hongrie, le royaume des Serbes, Croates et Slovènes, qui devient le royaume de Yougoslavie en 1929.

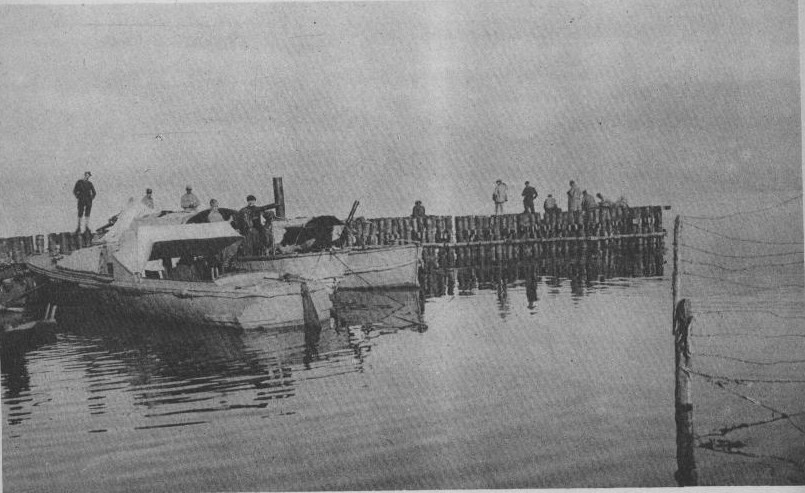
Canonnières françaises sur le lac d'Ohrid en 1918.

Les Communistes, présents à Ohrid depuis 1908, propagent largement leurs idées à partir de 1920, alors que la ville s'industrialise. Le parti fut néanmoins interdit dès 1921 par le pouvoir yougoslave.
Les idées communistes n'ont pas pour autant disparu et pendant la Seconde Guerre mondiale, alors qu'Ohrid est occupée par les Bulgares puis par les Allemands, des sympathisants socialistes accroissent leur crédit auprès des habitants en luttant efficacement contre l'envahisseur. Ce sont les Résistants communistes de la 48e division de la Libération populaire qui libèrent eux-mêmes la ville le 15 octobre 1944.
Après la Libération, Ohrid fait partie de la république socialiste de Macédoine, première reconnaissance officielle de l'existence du peuple macédonien slave. Dans le même sens, des conseils tenus à partir de 1943 permettent le rétablissement en 1967 d'une Église orthodoxe macédonienne autocéphale, dont le siège est à Ohrid.
Pendant la seconde moitié du XXe siècle, la ville devient un grand centre touristique, grâce à ses richesses culturelles et naturelles. Le parc national de Galičica est créé en 1958 et la région est classée au patrimoine mondial de l'humanité en 1979 sous l'intitulé patrimoine naturel et culturel de la région d'Ohrid. Lors du conflit de 2001 en Macédoine, la ville est le siège des négociations entre les chefs rebelles albanais et le gouvernement, qui aboutissent le 13 août 2001 à la signature des accords d'Ohrid.

## Administration
La commune d'Ohrid est administrée par un conseil constitué de 19 membres élus au suffrage universel direct pour une période de quatre ans. Le conseil s'occupe principalement des décisions budgétaires, des grandes orientations et assure les rapports entre le gouvernement national et la ville. Plusieurs commissions se répartissent les tâches plus concrètes. Il y a ainsi la commission des finances, du développement local, de l'urbanisme, de l'environnement...
Le maire d'Ohrid est lui aussi élu au suffrage universel direct pour un mandat de 4 ans. Le maire actuel est Aleksandar Petreski, né en 1964. Le maire représente la commune d'Ohrid et il est responsable des activités du conseil auprès des habitants. Il doit également veiller à l'application des actes du conseil et peut lui-même soumettre des textes aux conseillers. Enfin, c'est lui qui gère les organes d'administration de la ville et ses fonctionnaires et qui nomme ou révoque les directeurs de ces organes.
À la suite des élections locales de 2009, le Conseil d'Ohrid était composé de la manière suivante :
| Parti                                                               | Sièges |
| ------------------------------------------------------------------- | ------ |
| Parti démocratique pour l'Unité nationale macédonienne (VMRO-DPMNE) | 9      |
| Union sociale-démocrate de Macédoine (SDSM)                         | 7      |
| Nouveau Parti social-démocrate (NSDP)                               | 2      |
| VMRO (Parti national)                                               | 2      |
| PEI                                                                 | 2      |
| Sans étiquette                                                      | 2      |

## Équipements et services publics

### Enseignement

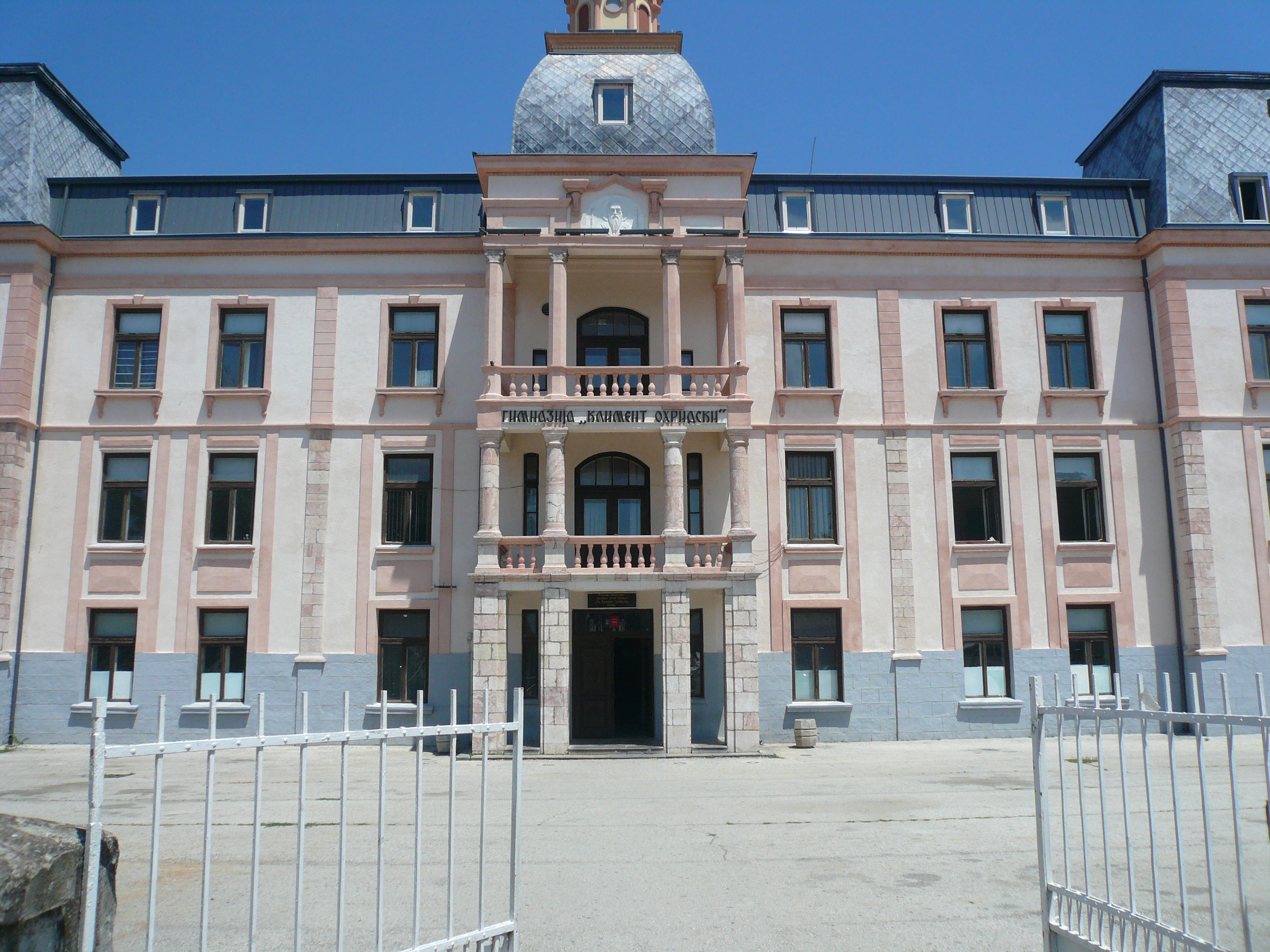
Le lycée Saint-Clément.

La ville d'Ohrid était au Moyen Âge un grand centre d'enseignement religieux slave et l'université fondée par Clément d'Ohrid a joué un grand rôle dans la construction de la culture slave. Cependant, cette université, grandement diminuée après la conquête ottomane, a totalement disparu au XVIIIe siècle. Aujourd'hui, la commune compte neuf écoles primaires et trois lycées. Elle possède aussi une antenne de l'université Saint-Clément d'Ohrid de Bitola qui comprend une faculté des sciences du tourisme, ainsi que des instituts d'hydrographie et de psychologie. L'Université des sciences de l'information et de la technologie est fondée en 2008.

### Sports
Le principal complexe sportif de la commune est le Biljanini Izvori (Билјанини извори), créé en 2008. Il se trouve à 695 mètres d'altitude, à la sortie de la ville. Il comprend une salle d'une capacité de 4 000 spectateurs, un stade olympique, un terrain de football et une piscine. Conjointement avec le centre sportif Boris-Trajkovski de Skopje, il a accueilli en 2008 le championnat d'Europe de handball féminin.
Sa salle a également accueilli des concerts de Lenny Kravitz et Bob Sinclar.

### Santé
La commune compte six organismes publics de santé et une douzaine de cliniques privées spécialisées. Les établissements publics sont le centre de santé, l'hôpital général, l'institut de protection de la santé, l'hôpital d'orthopédie et de traumatologie, l'hôpital pour enfants et l'institut des maladies cardio-vasculaires. Ces établissements sont destinés à la population des communes d'Ohrid et de Debrca ainsi qu'aux nombreux touristes qui visitent la ville.

## Démographie

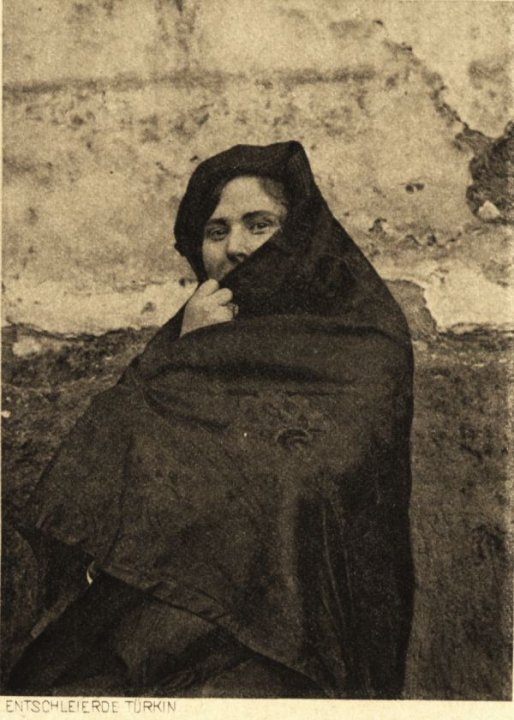
Jeune femme turque des environs d'Ohrid en 1917.

Selon le dernier recensement, effectué en 2002, la commune d'Ohrid comptait alors 54 380 habitants. Depuis, elle a fusionné avec une autre commune, celle de Kosel, qui était beaucoup plus petite et comptait 1 759 habitants en 2002. Ohrid, dans ses dimensions actuelles, comptait donc à la même date 55 749 habitants, ce qui en fait la septième commune la plus peuplée de la Macédoine du Nord.
La composition ethnique de la ville est :
- Macédoniens - 33 791 (80,40 %)
- Albanais - 2 959 (7,00 %)
- Turcs - 2 256 (5,40 %)
- Serbes - 331
- Valaques - 308
- Roms - 69
- Bosniaques - 29
- Autres - 2 290 (7,20 %)

La composition ethnique de la commune est :
- Macédoniens - 47 344 (84,93 %)
- Albanais - 2 962 (5,31 %)
- Turcs - 2 268 (4,07 %)
- Serbes - 366 (0,66 %)
- Valaques - 323 (0,58 %)
- Roms - 69 (0,12 %)
- Bosniaques - 29 (0,05 %)
- Autres - 2 388 (4,28 %)

## Économie

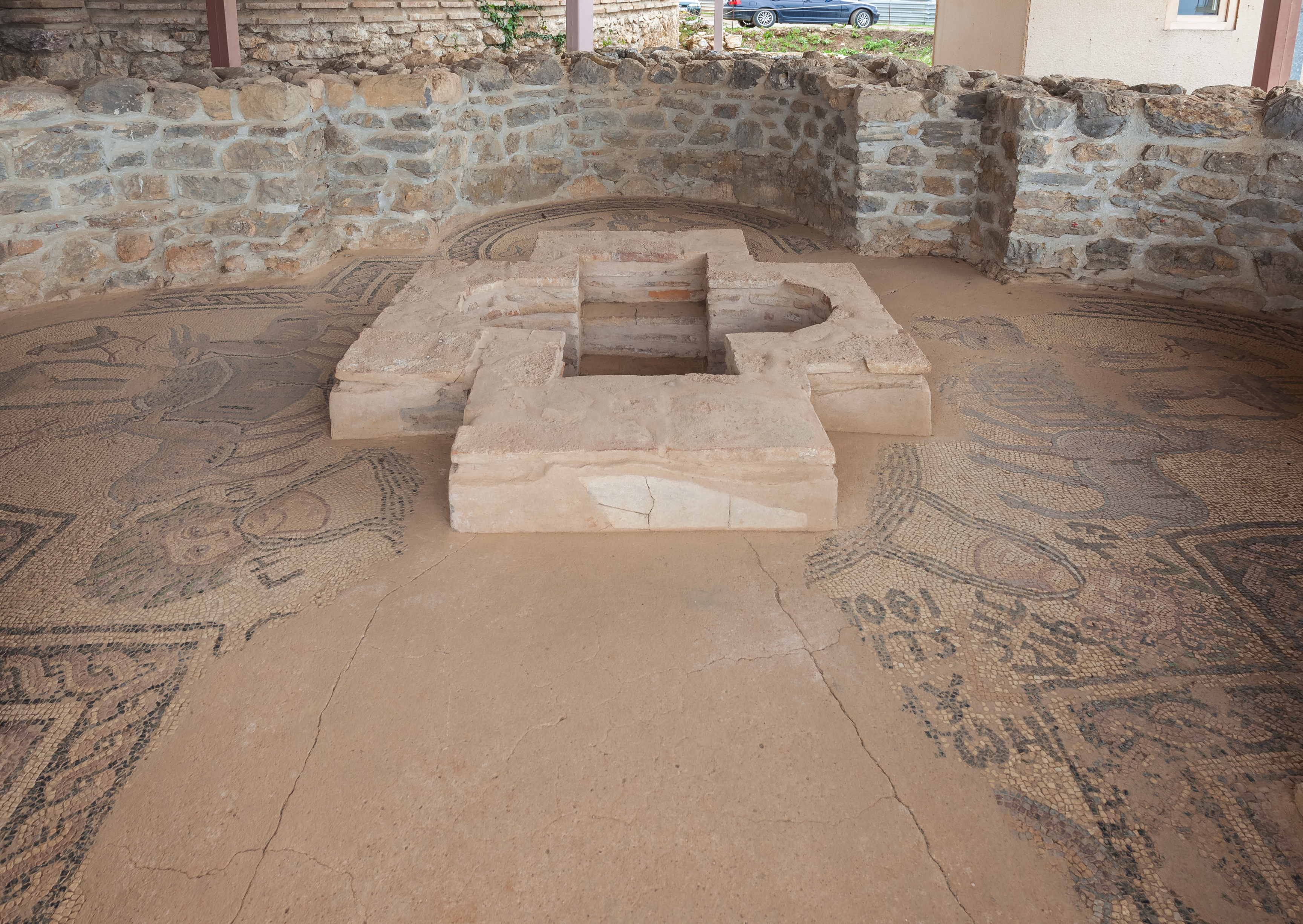
Site archéologique de Plaošnik.

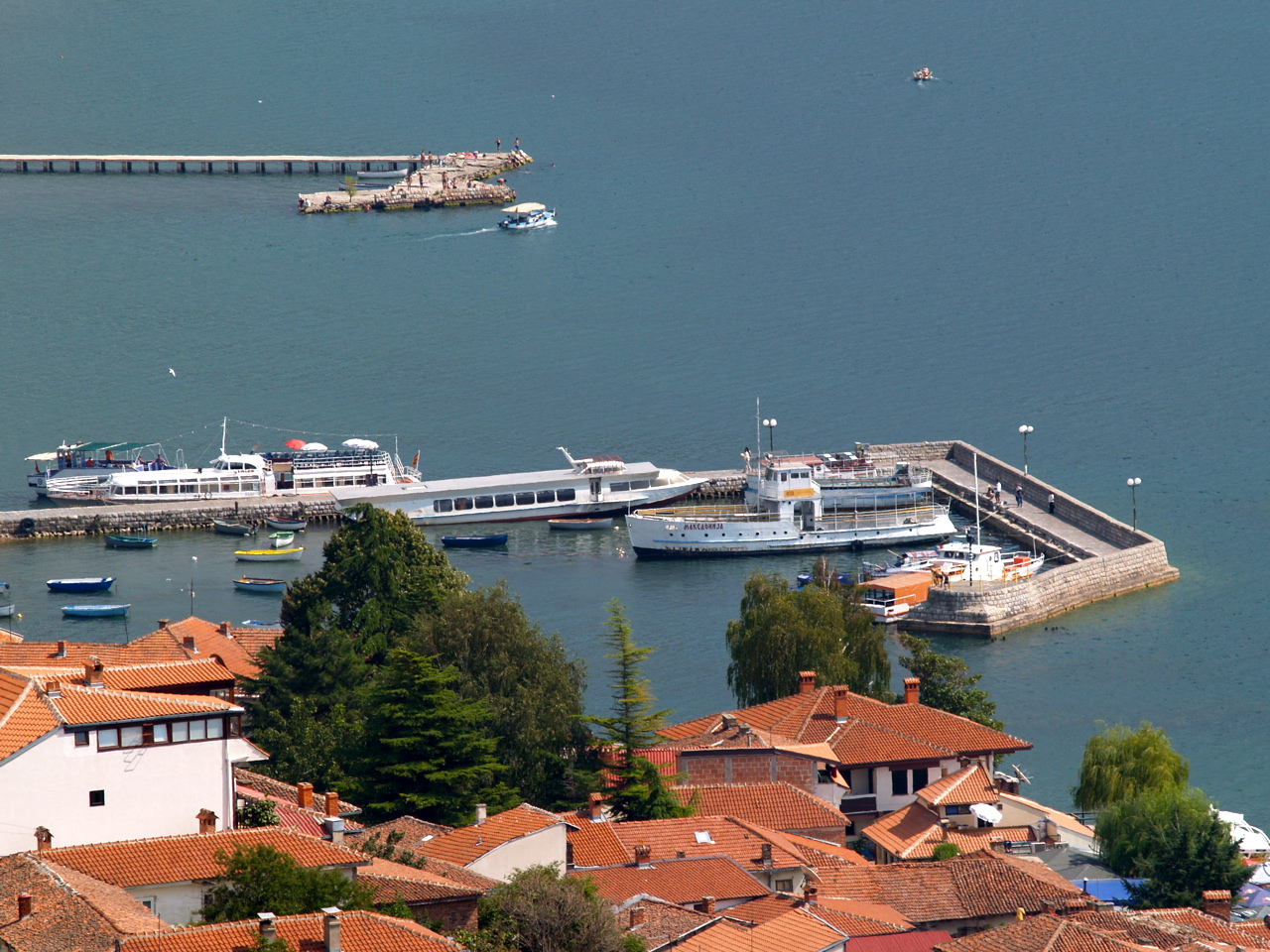
Le port de plaisance.

En tant que capitale touristique de la Macédoine du Nord, Ohrid compte un nombre très important d'hôtels et de restaurants. Les touristes sont attirés par les nombreux sites archéologiques, les monastères, la vieille ville, les paysages uniques, la nature et le lac d'Ohrid, ainsi que de grandes fêtes d'été pour la population jeune.
La commune vit également grâce à la pêche, le lac d'Ohrid est par ailleurs le refuge de poissons endémiques tels la truite d'Ohrid, très estimée. Les forêts, nombreuses dans les montagnes, sont également exploitées, bien que la présence du parc national impose des règles d'abattage très strictes.
Malgré ces activités, le niveau de vie moyen est plutôt faible. En 2001, selon la Banque mondiale, le produit intérieur brut par habitant s'élevait à 1 678 $ dans la région d'Ohrid alors que la Macédoine du Nord connaît une moyenne de 8 400 $ en 2007. Le produit intérieur brut de la région augmente cependant depuis plusieurs années.
Le tourisme a beaucoup souffert de l'isolement du pays et des problèmes économiques qu'il a connus depuis son indépendance, en 1992. Ainsi, les hôtels d'Ohrid ont vu reculer leur nombre de nuitées de 70 % entre 1991 et 2004.

## Culture locale et patrimoine

### Institutions culturelles

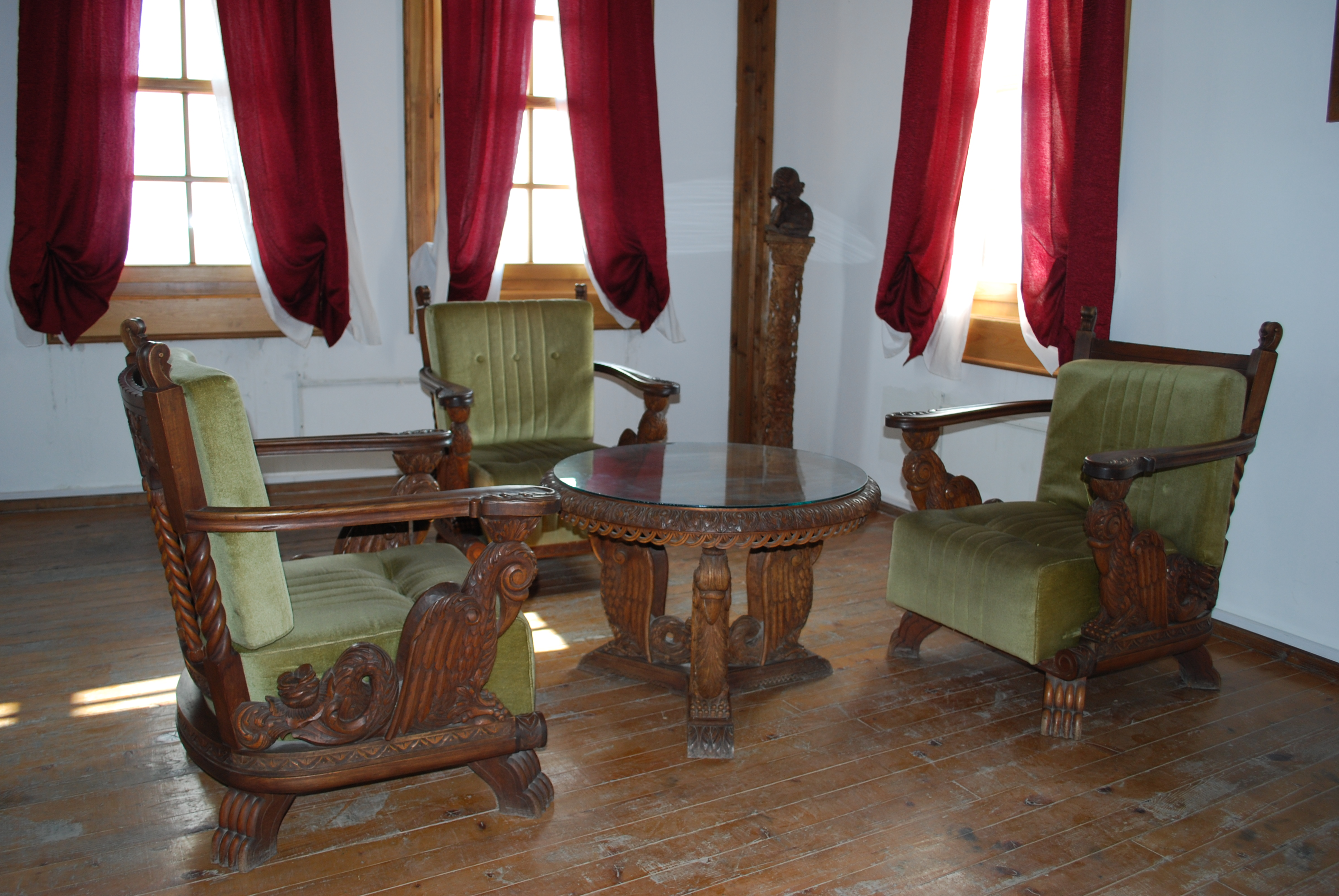
Reconstitution d'un intérieur bourgeois du XIX au musée national d'Ohrid.

Le musée national d'Ohrid a été fondé en 1951 et il poursuit la tradition de l'ancien musée de l'église Saint-Clément, fondé en 1516, ce qui en fait l'un des plus vieux au monde. Le musée est installé dans la maison des Robev, grande demeure macédonienne typique du XIXe siècle. Il présente notamment des expositions d'archéologie et d'ethnologie et possède une collection d'environ 800 icônes médiévales. Le musée compte aussi l'Institut pour la protection des monuments culturels, fondé en 1961. Celui-ci se charge notamment de la restauration de la forteresse de Samuel, du théâtre grec antique et des églises de la ville.
Le centre culturel Grigor Prlicev a été construit en 1959 et couvre une superficie de 2 500 m2. Il compte deux salles de concert de 800 places chacune et une galerie d'exposition. Cette institution se charge de la mise en place des événements culturels de la commune. Ohrid possède enfin sa bibliothèque, riche de 100 000 ouvrages, et une antenne des archives nationales de la Macédoine du Nord.

### Manifestations culturelles
Le Festival d'été d'Ohrid est le plus grand organisé par la commune. Il existe depuis 1961 et il propose des performances de musique classique ainsi que du théâtre dans plusieurs endroits de la ville, comme le parvis de la cathédrale Sainte-Sophie. Le festival accueille des artistes venus d'une cinquantaine de pays.
Le Festival balkanique de la chanson et de la danse folklorique a lui aussi une vocation internationale et il se tient tous les mois de juillet depuis 1962. Il invite surtout des artistes venus des autres pays des Balkans, mais il a aussi accueilli des artistes d'autres pays comme l'Autriche, l'Italie, la Suède, le Royaume-Uni, le Canada, le Costa Rica, la Malaisie ou encore le Nigeria. Il donne l'occasion aux participants de montrer leurs danses, leurs chants, leurs jeux, leurs costumes et leur artisanat traditionnels.
Le prix mondial de l'humanisme est remis annuellement par l'académie de l'humanisme d'Ohrid.

### Architecture

#### Architecture préhistorique et antique

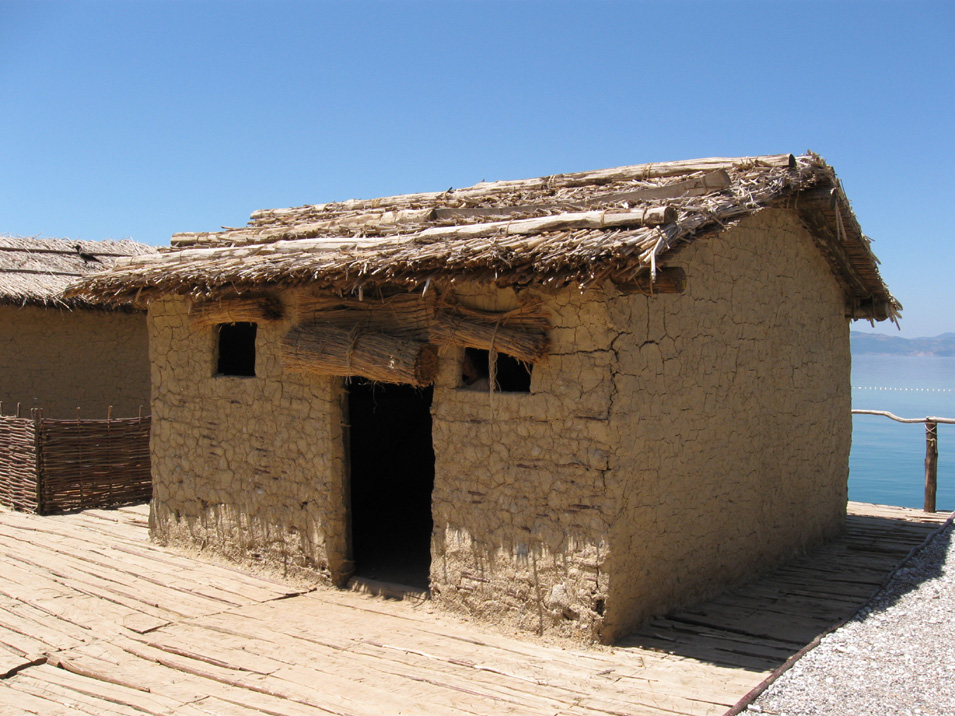
Reconstitution d'une maison néolithique à Trpeytsa.

La vieille ville conserve quelques traces de l'antique Lychnidos, notamment le théâtre antique d'Ohrid, probablement construit au IIe siècle av. J.-C. et réaménagé par les Romains 400 ans plus tard. À quelques kilomètres à l'ouest de la ville se trouve également la colline de Gabav, sur laquelle se trouvent encore quelques vestiges d'une localité, Engelana, qui existait à l'époque des rois macédoniens. Elle possédait notamment une imposante forteresse à appareil cyclopéen, mise au jour en 2008.
Dans le village de Trpeytsa, situé au sud de la ville, la reconstruction d'un ancien village du Néolithique permet d'apprécier un exemple d'architecture préhistorique sur pilotis. Le village se trouve en effet sur le lac d'Ohrid et rappelle que jusqu'à l'Âge du fer les villages de ce type étaient courants sur les rives des lacs macédoniens.

#### Architecture médiévale

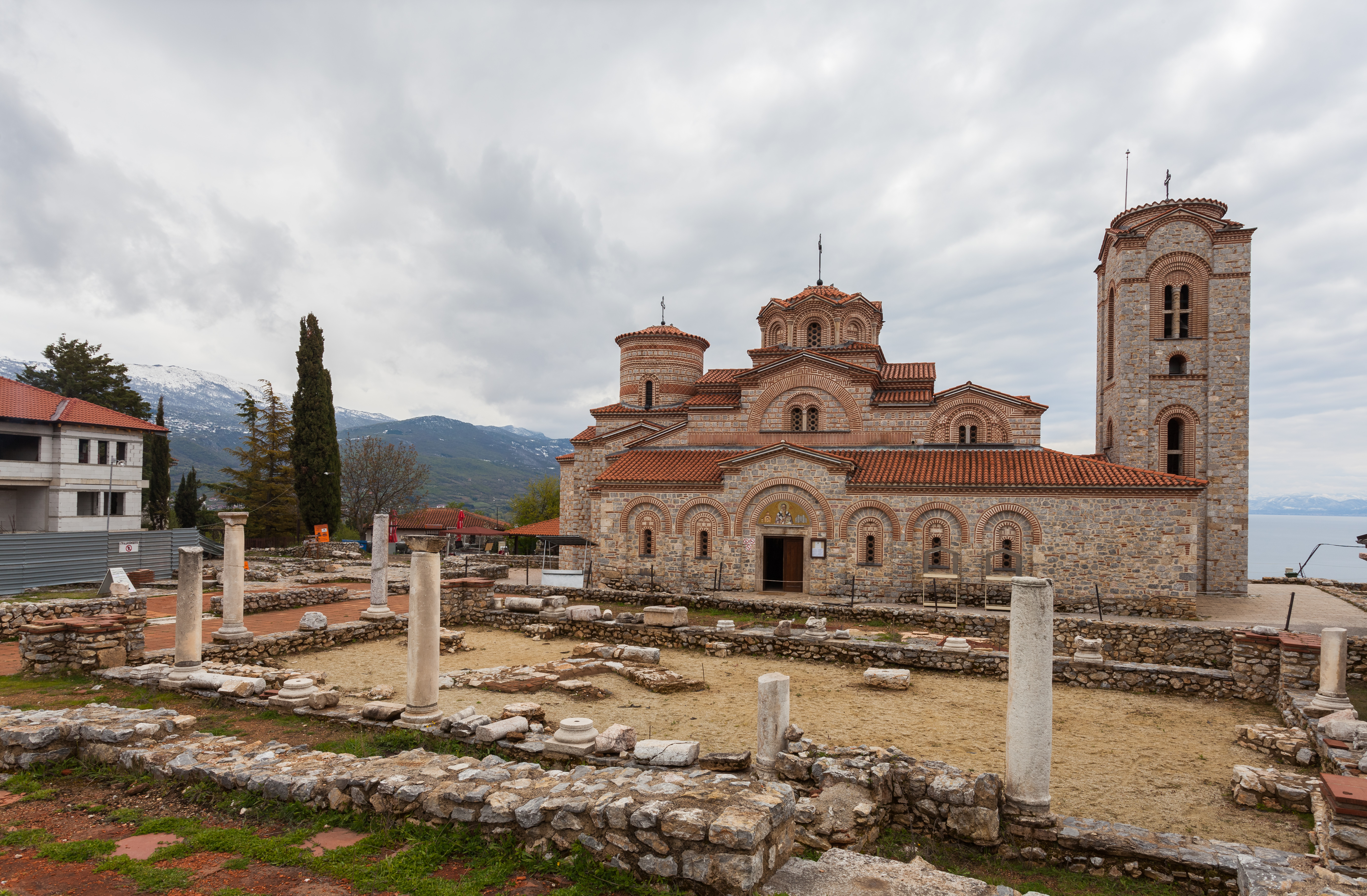
L'église de Clément reconstruite à Plaošnik.

La forteresse de Samuel, qui domine la ville, existe depuis l'Antiquité puisqu'elle est mentionnée en 209 av. J.-C. par Tite-Live. Néanmoins, l'édifice tel qu'il existe aujourd'hui date surtout du Xe siècle et du XIe siècle. Il compte 18 tours et quatre portes. L'aspect actuel a été donné par les restaurations intensives effectuées de 2000 à 2002, rendues nécessaires à cause des nombreux murs et éléments qui avaient été gravement endommagés par les aménagements ottomans puis par la construction de citernes d'eau dans les années 1930.
Le site de Plaošnik, situé sur une colline à l'écart de la ville, renferme des vestiges de basiliques paléochrétiennes. Elles ont été remplacées au Xe siècle par une grande église construite par Clément d'Ohrid, qui y établit également son université. L'église de Clément est reconstruite au XIIIe siècle puis détruite par les Ottomans au XVe siècle. Ceux-ci bâtirent une mosquée à son emplacement, mais cette dernière est rapidement délaissée et disparaît. Des fouilles intensives sont menées au long du XXe siècle et mettent au jour les fondations des édifices successifs. L'église de Clément est finalement reconstruite à l'identique en 2002. Des vestiges d'églises paléochrétiennes sont également visibles à Saint-Érasme et Stoudentchichta.
La cathédrale Sainte-Sophie, située dans la partie basse de la ville, fut au Moyen Âge le siège de l'archevêché d'Ohrid. Elle a été construite au XIe siècle à l'emplacement d'une église paléochrétienne et des coupoles ont été ajoutées au XIVe siècle. Les Turcs l'ont ensuite transformée en mosquée puis en entrepôt et elle est finalement restaurée en 1912 puis dans les années 1950. Ses fresques sont précieuses pour leur richesse de détails.

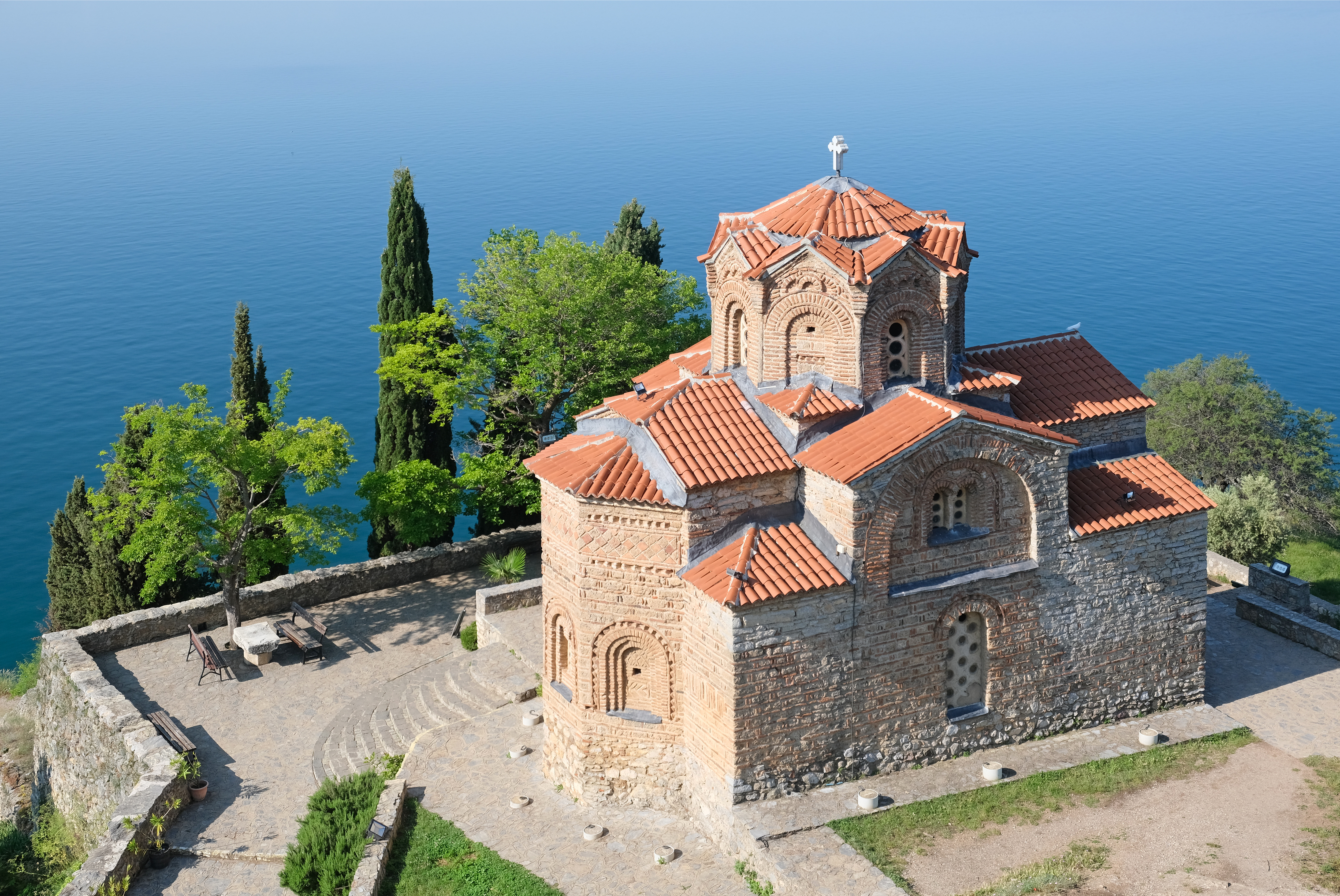
L'église Saint-Jean de Kaneo.

Parmi les innombrables églises médiévales d'Ohrid se trouvent également celles du monastère Saint-Pantaleimon, de Saint-Dimitri, de Saint-Constantin-et-Hélène ou encore de la Sainte-Vierge-des-Hospices. Elles sont toutes décorées de fresques et forment de parfaits exemples de l'architecture religieuse byzantine. La plus connue des églises d'Ohrid, Saint-Jean de Kaneo, date du XIIIe siècle, et doit sa célébrité à sa simplicité ainsi qu'à sa situation sur un promontoire pittoresque surplombant le lac d'Ohrid.
En haut d'une falaise surplombant le lac d'Ohrid, près de la frontière albanaise, se trouve le monastère Saint-Naum. Son église, construite par Naum de Preslav en 900, a été détruite pendant la période ottomane et remplacée par une construction du XVIe siècle, coiffée d'une coupole au XVIIIe siècle. Le monastère est entouré par 45 sources, qui déversent dans le lac d'Ohrid l'eau du Prespa.
Les environs d'Ohrid sont enfin riches en églises rupestres, comme celles des villages de Pechtani et de Lyoubanichta.

#### Architecture moderne

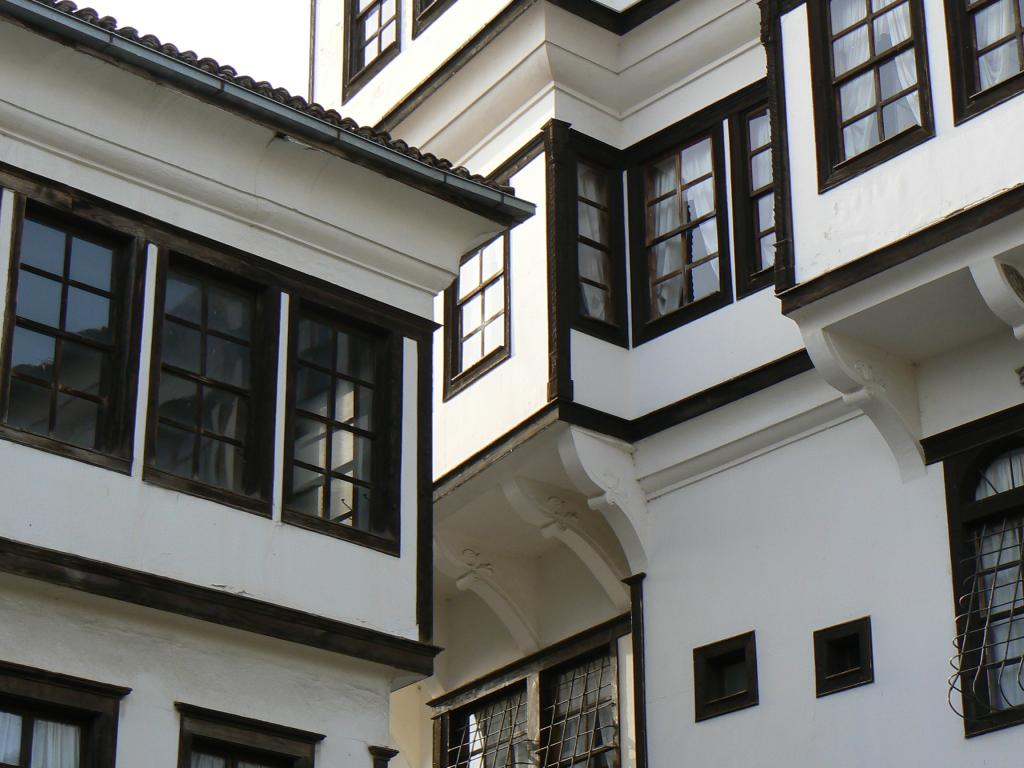
Architecture traditionnelle d'Ohrid.

La vieille ville d'Ohrid est remarquable pour son ensemble de maisons construites du XVIIIe siècle au début du XXe siècle. Celles-ci sont mieux préservées que dans les autres villes de Macédoine du Nord et traduisent les influences byzantines et orientales de l'architecture macédonienne.
Ces maisons se distinguent des constructions occidentales urbaines de la même époque par l'usage de matériaux locaux et l'ignorance des procédés industriels. Leurs fondations ainsi que le rez-de-chaussée sont généralement en pierre tandis que les niveaux supérieurs sont en bois et en mortier, et présentent des encorbellements caractéristiques. Elles ne portent que deux couleurs, le blanc et le noir. Bien que les normes occidentales soient la plupart du temps ignorées, il existe quelques exemples d'architecture européenne du début du XXe siècle.
La mosquée Ali Pacha est l'une des dernières traces de la présence ottomane à Ohrid. La date de sa construction et son commanditaire sont inconnus. Son style suggère toutefois le XVe siècle ou le début du XVIe siècle. Son minaret a disparu en 1912. Le tekke Zeynel Abedin Pacha est l’autre monument ottoman remarquable. Il appartenait autrefois à une communauté de derviches et compte encore une mosquée, deux cimetières, une maison et un turbe.

### Héraldique

Armoiries modernes d'Ohrid.

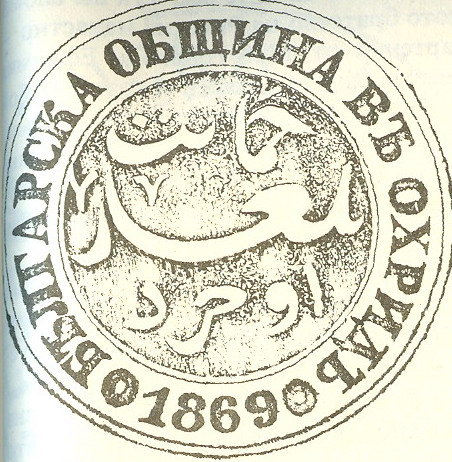
Sceau de la municipalité bulgare d'Ohrid datant de 1869.

Le blason de la ville d'Ohrid représente un bateau naviguant sur le lac devant la forteresse de Samuel. Depuis que la ville est classée par l'UNESCO, l'or remplace l'argent et les armes sont placées dans l'emblème du Patrimoine mondial, un carré qui symbolise les constructions humaines, entouré d'un cercle qui évoque la nature.
Les armes traditionnelles d'Ohrid se blasonnent ainsi :
- D'azur à cinq fasces ondées d'argent en pointe, chargées d'un vaisseau de même, le tout surmonté par un château ouvert à cinq tours d'argent.